# سیارک ۱۳۱۵۴
سیارک ۱۳۱۵۴ انگلیسی: 13154 Petermrva، نامگذاری:1995RC) سیزده هزار و صد و پنجاه و چهارمین سیارک کشف شده‌است که در ۷ سپتامبر ۱۹۹۵ کشف شد.